# Új Republic-dalok
Az Új Republic-dalok Balázsovits Edit stúdióalbuma, amelyet a Republic együttessel közösen készített.

## Dalok
1. Fut a folyó (Tóth Zoltán)
2. Egyszer voltam (Patai Tamás–Cipő)
3. Add rám örök ruhám (Tóth Zoltán)
4. Minden mindegy[1] (Bódi László)
5. Örökre nem (Boros Csaba–Bódi László)
6. Leveszem a ruhám (Bódi László)
7. Az Isten ágyában (Tóth Zoltán)
8. Hátha én vagyok[2] (Tóth Zoltán)
9. Elkésett vallomás (Boros Csaba–Wéber Ferenc)
10. Felhőtűnő (Boros Csaba–Tóth Zoltán)
11. Égi vadász (Patai Tamás–Tóth Zoltán)
12. Haiku (Mint hogyha nem volnánk) (Tóth Zoltán)

## Közreműködtek
- Balázsovits Edit – ének, „jókedv”
- Tóth Zoltán – Fender Telecaster gitár, A90 Roland Master keyboard, zongora, vokál, egyebek
- Patai Tamás – Fender Stratocaster, Fender Telecaster, Music Man silhouette gitárok, akusztikus gitár, szájharmonika
- Nagy László Attila – Gretch dobok, Roland TD20, ütőhangszerek
- Boros Csaba – FenderPrecission basszusgitár, csörgő, zongora
- „Cipő” – vokál, zongora
- Szabó András – hegedű
- Halász Gábor – Takamine EF261San, Aria Sandpiper akusztikus gitárok

## Toplistás szereplése
Az album a Mahasz Top 40-es eladási listáján 12 hétig szerepelt, legjobb helyezése 15. volt. A 2009-es éves összesített listán a chartpozíciók alapján a 83. helyen végzett.